# Pere I de Vilamur
Pere (?-?) fou un noble català, vescomte de Siarb que posteriorment seria nomenat Vescomtat de Vilamur. Es va casar amb Gerberga i va participar en les empreses del comte Pere Ramon I de Pallars Jussà (1098-1112) a Mur, el 1098, a Tremp l'any següent (1099), a Àreu el 1110, a Tendrui vers el 1112 i següents anys, i a Galliner el 1117. En un document datat del 1118 es titula vescomte de Pallars. En una donació de la vila de Crescent, a la Vall de Siarb, feta juntament amb son germà i el seu fill a favor de la canònica d'Urgell, ja es titula vescomte de Siarb. Pere va morir després del 1126 i el va succeir el seu fill Pere II o Pere Arnau I.